# Processo Van Arkel-de Boer

Procédé Van-Arkel-de-Boer

O processo Van Arkel-de Boer permite a obtenção de pequenas quantidades de metal muito puro. 
Titânio (Ti), zircônio (Zr), háfnio (Hf), vanádio (V), tório (Th) ou protactínio (Pa) impuros são aquecidos com I2, num reator sob vácuo, formando o iodeto (por exemplo, tetraiodeto de titânio (TiI4) ou de zircônio (ZrI4)). Estes são voláteis e se separam das impurezas. À pressão atmosférica, o TiI4 funde a 150 °C e entra em ebulição a 377 °C; o ZrI4 funde a 499 °C e entra em ebulição a 600 °C. À pressão reduzida, contudo, os pontos de ebulição são mais baixos. O MI4 (onde M é o metal em questão) gasoso é, então, decomposto sobre um filamento de tungstênio aquecido à incandescência. Porém, à medida que mais e mais metal vai se depositando sobre o filamento, este reduz a capacidade de  conduzir a eletricidade. Assim, é necessário aumentar a intensidade da corrente, para manter o filamento incandescente.

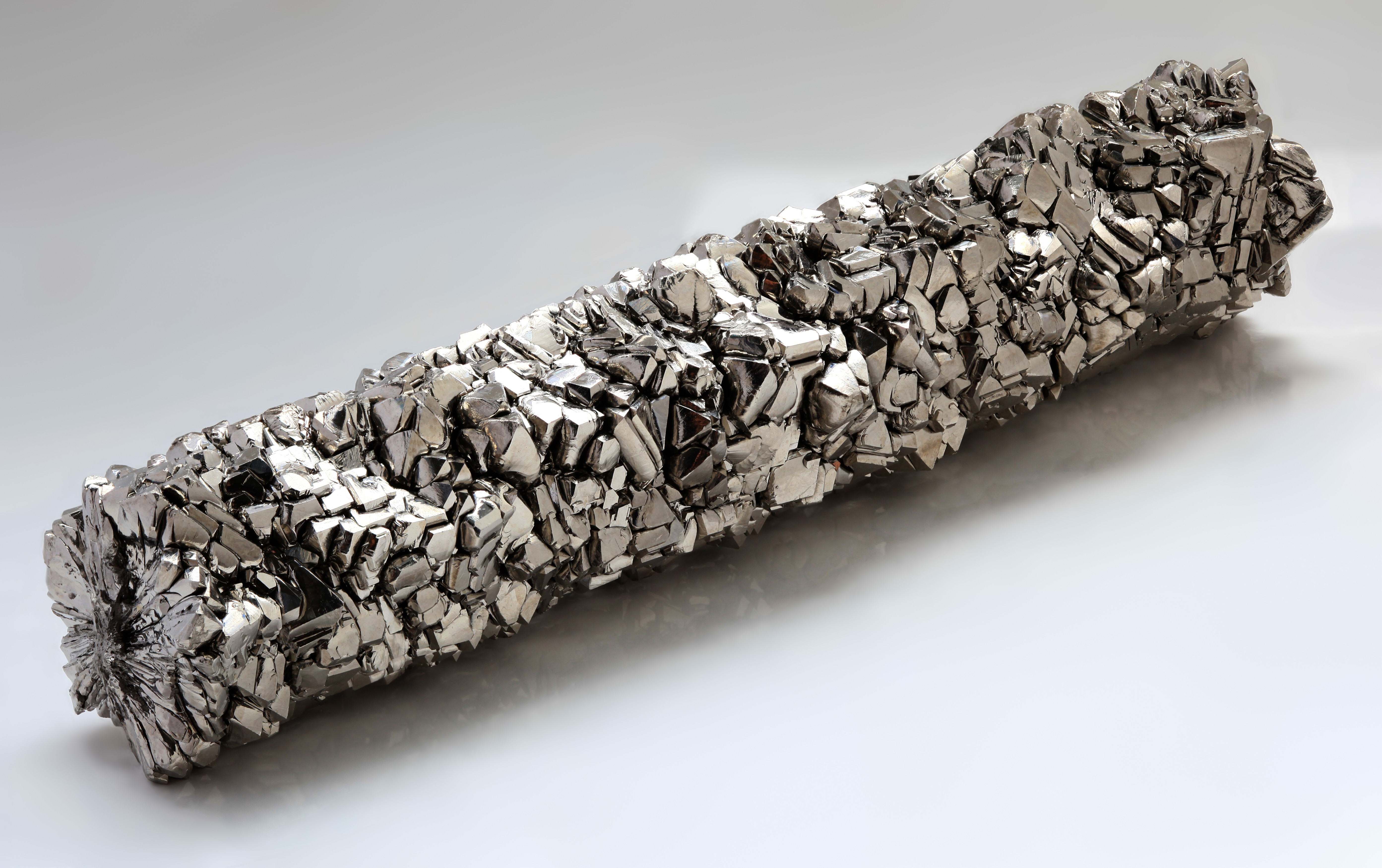
barra de cristais de titânio
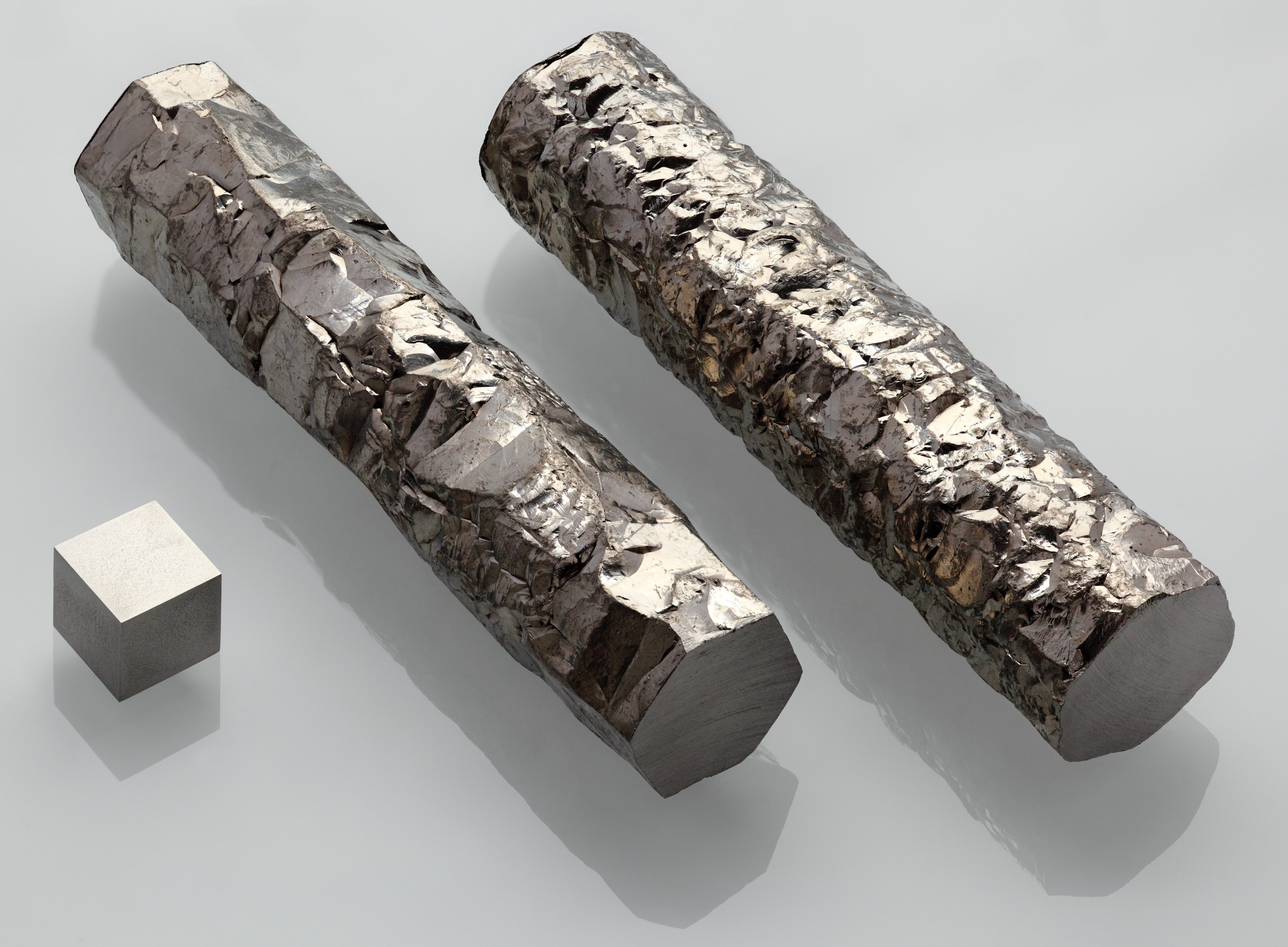
barra de cristais de zircônio
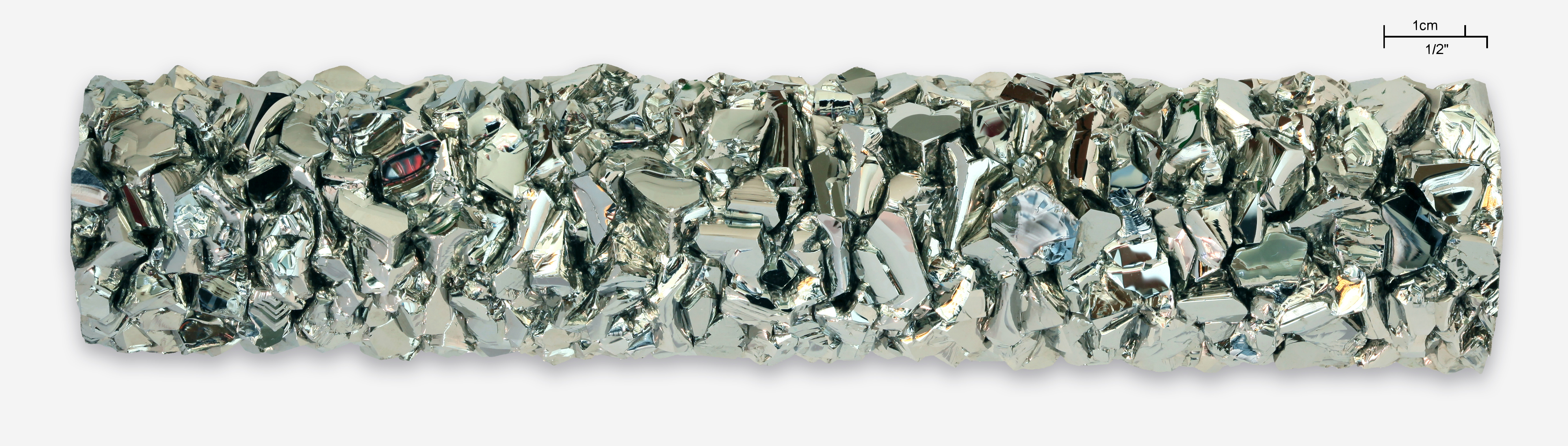
barra de cristais de háfnio
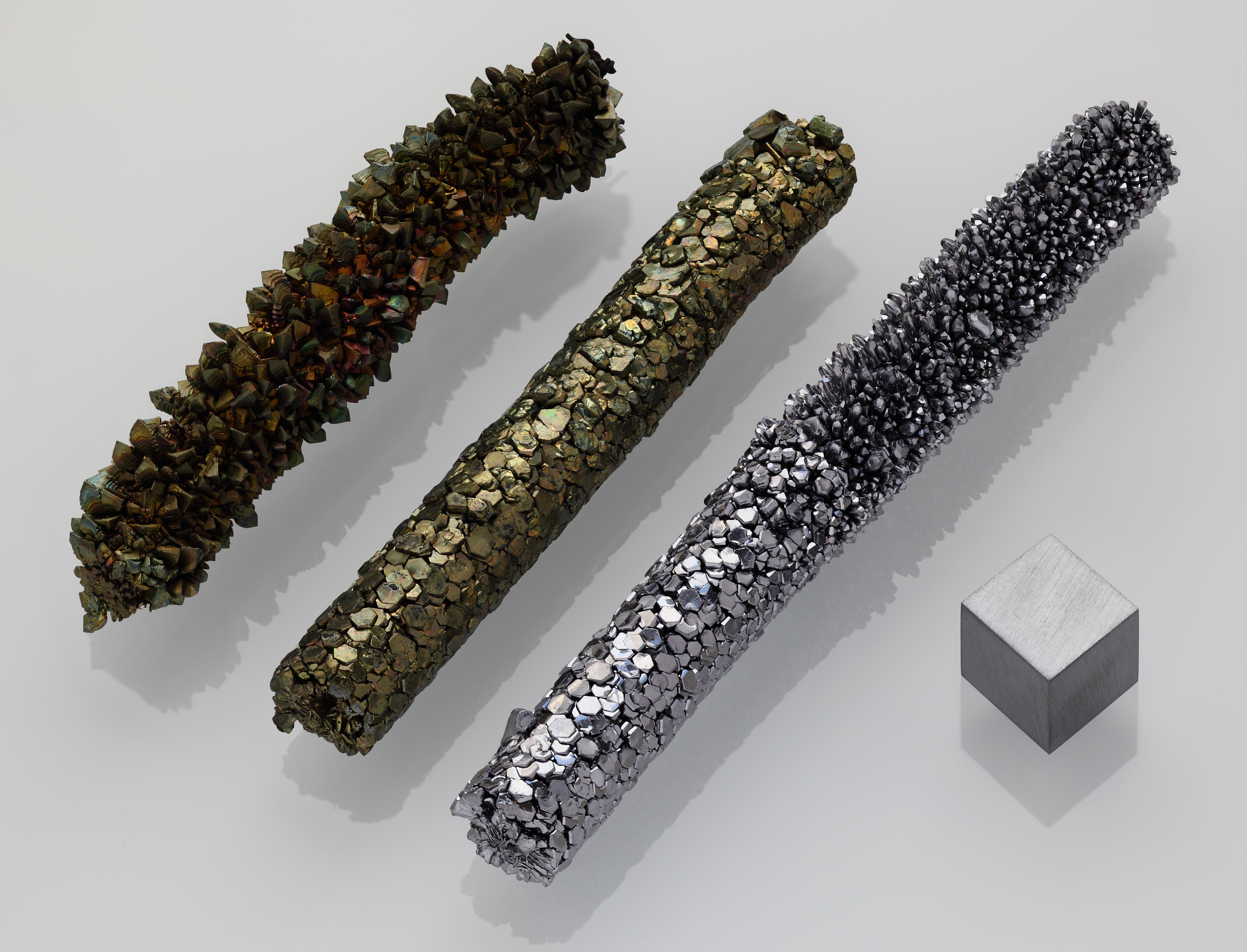
barras de cristais de vanádio